# Antimonde de Toul
Antimonde de Toul († 602 (?)) est le treizième évêque de Toul.

## Biographie
L'évêque Antimonde succéda à Prémon vers 575 (?). Avant d'arriver à l'épiscopat, il était chargé de la surveillance des écoles épiscopales de Toul, à l'époque florissantes. Cette fonction si éminemment utile après avoir été longtemps exercée par le plus ancien prêtre de la cathédrale était devenue dans le chapitre une dignité dont le titulaire s'appelait « écolâtre », c'est-à-dire inspecteur des écoles. Antimonde avait un goût particulier pour les retraites spirituelles ; il avait agrandi et embelli l'Abbaye Saint-Èvre de Toul et il se retirait souvent dans cet endroit de paix après avoir rempli les devoirs de l'épiscopat pour se livrer avec plus de calme à la prière et à la méditation. Sa douceur et sa conduite lui attirèrent un bon nombre de disciples entre lesquels on compte les ermites saints Agent, Pient et Colombe, qui sont morts et enterrés à Moyenvic. Il composa quelques écrits et quelques répons en l'honneur de saint Èvre de Toul.
Son successeur a été l'évêque Eudolius.